# 海外藏人
海外藏人指生活在藏區之外的藏族人民。除通过合法移民离开中华人民共和国（以下简称中国）的藏族人外，放弃中华人民共和国国籍、持“西藏国籍”或无国籍身份的西藏难民（或称流亡藏人）佔了相當大的比例。
因西藏独立运动，發生了三次西藏（藏族）难民大遷移：第一次是因1959年藏区骚乱，第二次是因1989年拉薩騷亂。第三次難民浪潮從1996年到今天繼續。在2009年的普查，登記流亡藏人是12.8万人左右。另一说法为15万人。全世界也有藏族僑民分布，但最集中的是临近西藏的，印度與喜馬拉雅山一帶。其他社區在美國，加拿大，英國，瑞士，挪威，法國，中华民国（台灣）和澳大利亞。2015年新华社报道提及，中共西藏自治区党委统战部资料约为20万人，分布于40多个国家和地区，印度、尼泊尔人数最多。目前，在印、尼两国境内设有多个西藏难民营，由西藏流亡政府管理。
美國國務院自1988年、1989年開始撥用會計年度的「移民及難民援助金」作為援助西藏流亡難民之用，並提供流亡藏族學生獎學金:277。1990年11月美國國會通過「移民法」，開始提供若干名流亡藏族移民美國的配額:283。而中华人民共和国政府仍视他们为本国公民，自1970年代末开始允许回国探亲、访问、定居。但“对于知名人士或重点人士，事先进行风险评估，严防境外敌对势力利用境外藏胞合法渠道进行渗透。”

## 移民原因
據國際特赦組織指出，有部分西藏人因宗教政治問題而遭到中华人民共和国政府監禁、殺害:276、277。在台灣的中華民國政府認為中华人民共和国政府自1959年以來帶給西藏的貧窮與三十多年的迫害是導致藏族抗暴流亡的主因。
自1980年代起，除因西藏独立运动产生的政治性难民外，藏人移居海外呈现多样化的原因，如西藏一些有钱家長把孩子送到海外藏族僑民社區接收藏族傳統佛教教育（中华全国归国华侨联合会相关文章称为“改革开放后非法出境学经人员”），另有一些则是因“出国经商”、“出境参加法会”而滞留外国。

## 逃亡路線
中华人民共和国政府為阻止西藏難民外逃，在中國與不丹、尼泊爾、印度邊境設立了嚴格的關卡。
藏族人逃亡路線多為穿越中國邊界往印度、尼泊爾，經歷數個月的行程先到達尼泊爾首都加德滿都的聯合國難民中心，在完成例行性的報到手續後停留在安置中心三個月，等待送往印度達蘭薩拉，之後取得印度政府的「藏族長期居留印度證明」（Long Term Stay Certificate for Tibetans in India），才可依個人意願前往實際的西藏難民屯墾區，一些人随后会选择移民美国或加拿大。如果想前往其他國家還要取得印度政府所頒發的無國籍者旅行證件（Identification Certificate，簡稱IC），目前除中國之外世界主流國家均接受IC申請簽證:36。

### 第一波
1959年拉薩騷亂，十四世达赖喇嘛和他的政府從亞東逃亡印度。從1959年到1960年，約8萬至10萬藏人跟隨達賴喇嘛到印度喜馬拉雅山。是最早的一批西藏难民。

### 第二次
第二個藏族流亡浪潮在1980年代後，西藏開放貿易和旅遊業，由於政治鎮壓增加。從1986年到1996年，25000藏人加入，在印度的流亡社區增加了18%。

### 第三次
2008年，導演理查德·馬提尼聲稱每年有4000藏人到印度，中国政府持默許態度，近年最有名的移民是第十七世噶瑪巴噶瑪巴·伍金赤列多傑。

## 在亚洲

### 在缅甸
緬甸藏人，又称缅北藏族，生活在缅甸北部的藏族人，主要生活在克钦邦葡萄地区，是通过“藏缅通道”从西藏察隅一带迁居而来的康巴藏人及其后代。

### 在印度
在印度的藏族主要分佈在喜馬偕爾、拉達克、奥里薩、比哈爾、卡納塔克、阿魯納恰爾等地。印度南部也有藏族人居住，但他们不耐濕熱氣候，因此在印藏人多数分布該國北部。藏族僑民有兩大代表:噶厦與藏青會，西藏僑民也有他们自己的學校。也有一座喇嘛廟。

#### 人口分佈
- 印度德里曼久芝拉西藏難民定居點
- 印度帕拉庫毗西藏難民定居點
- 印度喜馬偕爾郡比利西藏難民定居點
- 印度錫金拉旺格拉西藏難民定居點
- 印度喜馬偕爾邦達爾豪斯西藏難民定居點
- 印度德里曼久芝拉西藏難民定居點
- 印度孟古德西藏難民定居點
- 印度德拉東頓珠林西藏難民定居點[12]

#### 西藏流亡學校
按2008年資料，流亡藏族學校涵蓋小學初中高中共77所28168名在學學生，分為中央西藏學校管理會系統（CTSA）28所經費來自印度政府，西藏難民兒童育幼院（T.C.V.School）18所經費來自國際援助，桑波達藏人學校（STSS）13所經費來自西藏流亡政府，尼泊爾雪獅基金會學校（SLF）13所:76、77。

### 在尼泊尔
在尼泊尔约有2万名藏族人，共计12个藏人社区。这些西藏难民和他们的后代构成的社区，由西藏流亡政府管理。自1989年以来，尼泊尔政府不再给流亡藏人颁发官方证件。而据联合国难民署估计，目前有一半生活在尼泊尔的移民没有合法证件。除少数藏人第二代拥有尼泊尔公民身份，其余大多数为非法居留者，无居留权与国籍。2016年德国之声的报道形容，这是“一个与尼泊尔人少有接触的藏人社会”。藏人通过旅游、餐饮或者销售藏族纪念品谋生。

### 在不丹
在不丹，只有很少藏族多数同化於倉洛人。

### 在台灣
台灣也有少數藏族人，主要居住在大台北地區。在台藏人均為1945年以後的移民及其後代，部分是傳法的喇嘛。

### 在香港
在香港，也有甚少藏族人居留，大多與藏傳佛教活動有關。

## 在歐美
藏族在歐美多数是學生和移民，另一部分是傳教的喇嘛。2017年时，瑞士政府不再承认流亡藏人的“西藏国籍”或“无国籍”身份。流亡藏人申领居住证和护照时，“出生地国家”只能填写中国，标注为中国公民，经由中国驻瑞士大使馆申领相关证件。